# Christian Jessen

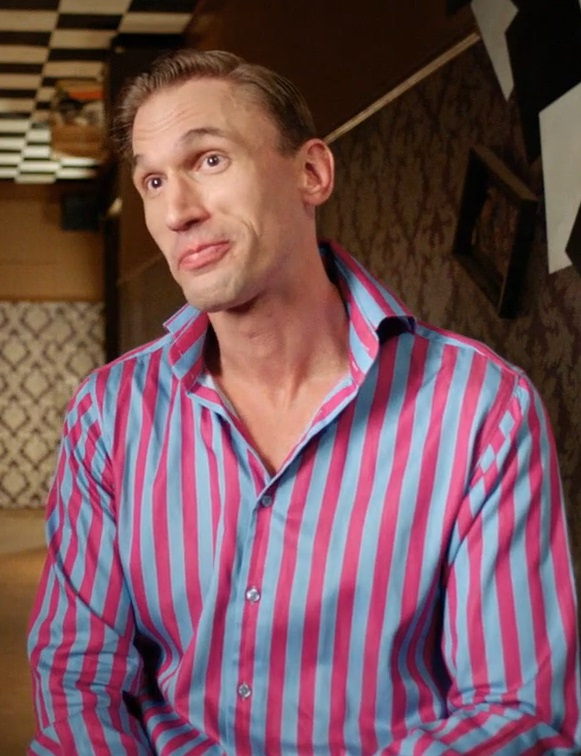
Christian Jessen im Jahr 2016

Christian Jessen (* 4. März 1977 in London) ist ein britischer Fernsehmoderator und Arzt.

## Leben
Jessen besuchte die Uppingham School in Rutland und studierte Medizin am University College London und an der London School of Hygiene & Tropical Medicine. Seine Schwerpunktgebiete in seiner Ausbildung waren die Infektionserkrankungen Malaria und AIDS. Nach seinem Studium war er als Arzt tätig. Seit 2007 ist Jessen in verschiedenen Fernsehsendungen als Fernsehmoderator tätig. Jessen wohnt mit seinem Lebensgefährten in London.

## Filmografie (Auswahl)
| Jahr                   | Titel                              | Rolle      | Anmerkungen                                                    |
| ---------------------- | ---------------------------------- | ---------- | -------------------------------------------------------------- |
| 2007-gegenwärtig       | Embarrassing Bodies                | Moderator  | vormals "Embarrassing Illnesses"                               |
| 2007, 2008, 2009       | The Wright Stuff                   | persönlich | Vierzehn Episoden                                              |
| 2007                   | Doctor, Doctor                     | persönlich | Eine Episode                                                   |
| 2007                   | Sex In Court                       | Richter    |                                                                |
| 2008                   | The Weakest Link                   | persönlich | Eine Episode                                                   |
| 2008–2009              | Embarrassing Teenage Bodies        | Moderator  | Embarrassing Bodies                                            |
| 2008-gegenwärtig       | Supersize vs Superskinny           | Moderator  |                                                                |
| 2009                   | Most Annoying People 2009          | Persönlich | TV-Dokumentation                                               |
| 2009, 2010             | Angela and Friends                 | Persönlich | Siebzehn Episoden, wöchentliches "Health and Medicine" Segment |
| 2009, 2010, 2011, 2013 | Loose Women                        | Persönlich | Vier Episoden                                                  |
| 2010–2011              | Embarrassing Bodies: Kids          | Persönlich | Embarrassing Bodies                                            |
| 2010                   | One Born at Christmas              | Arzt       |                                                                |
| 2010                   | The Ugly Face of Beauty            | Moderator  |                                                                |
| 2010, 2011             | 8 Out of 10 Cats                   | Persönlich | Drei Episoden                                                  |
| 2011                   | Supersize vs Superskinny Kids      | Persönlich | Supersize vs Superskinny                                       |
| 2011                   | Daybreak                           | Persönlich | Zwei Episoden                                                  |
| 2011                   | Stephen Fry's 100 Greatest Gadgets | Persönlich | TV-Dokumentation                                               |
| 2011                   | Mongrels                           | Persönlich | Eine Episode                                                   |
| 2011                   | A Night with the Stars             | Persönlich | TV-Dokumentation                                               |
| 2011-gegenwärtig       | Embarrassing Fat Bodies            | Moderator  | Embarrassing Bodies                                            |
| 2012                   | Would I Lie to You?                | Persönlich | Eine Episode                                                   |
| 2012                   | Alan Carr: Chatty Man              | Persönlich | Eine Episode                                                   |
| 2012                   | Hotel GB                           | Persönlich |                                                                |
| 2012                   | The Alan Titchmarsh Show           | Persönlich | Eine Episode                                                   |
| 2012                   | Celebrity Juice                    | Persönlich | Eine Episode                                                   |
| 2012                   | Stand Up to Cancer                 | Moderator  |                                                                |
| 2012                   | The Angelos Epithemiou Show        | Persönlich | Eine Episode                                                   |
| 2012                   | Drugs Live: The Ecstacy Trial      | Moderator  |                                                                |
| 2012, 2013             | Sunday Brunch                      | Persönlich | Zwei Episoden                                                  |
| 2013, 2014             | "Embarrassing Bodies Down Under"   | Persönlich | Embarrassing Bodies                                            |